# Resticula vermiculus
Resticula vermiculus är en hjuldjursart som beskrevs av Wulfert 1935. Resticula vermiculus ingår i släktet Resticula och familjen Notommatidae. Inga underarter finns listade i Catalogue of Life.